# Jos Bergman
Jos Bergman (Haarlem, 24 april 1940) is een Nederlands schilder en acteur. Hij speelde een hoofdrol in de Nederlandse televisieserie Floris (1969) van Paul Verhoeven.
Bergman speelde in de serie Floris de rol van de fakir Sindala, de mysterieuze kompaan uit India van Floris van Rosemondt (gespeeld door Rutger Hauer). Het script van Gerard Soeteman heette oorspronkelijk Floris en de Fakir. Om 'verkooptechnische redenen' werd dit tijdens de opnamen ingekort tot 'Floris'.  
Na zijn rol in Floris speelde Bergman nog een bijrol in de in Nederland opgenomen Amerikaanse speelfilm The Little Ark (1972) van James Clark, maar sindsdien is hij niet meer als acteur actief. Hij is nog wel te zien in oud materiaal van de televisieserie Floris, dat is hergebruikt in de gelijknamige speelfilm uit 2004.
Als schilder is Bergman met zijn landschappen bekend geworden. Hij exposeert regelmatig.
In de documentaire De Ridder en de Fakir (1999) van Paul Versteegen die hij met raad en daad bijstond, blikt Bergman terug op zijn periode als Sindala en toont hij zijn schilderijen.

## Filmografie
- 1966 - Amulet
- 1969 - Floris (serie)
- 1972 - The Little Ark
- 1999 - De Ridder en de Fakir
- 2004 - Floris (film) (archiefmateriaal)